# Aked
Aked es un cultivar de higuera de tipo higo común Ficus carica (Ficus carica ssp. Afghanistan autofértil, unífera es decir con una sola cosecha por temporada los higos de verano-otoño, de higos con epidermis con color de fondo amarillo claro y sobre color algún punto marrón rojizo, costillas marcadas. Se localiza en la colección del National Californian Germplasm Repository - Davis en California.

## Sinonimia
- „DFIC# 58“,[5][6]

## Historia
Según la monografía de Condit : « Probablemente Ficus carica ssp. Afganistán. Crecimiento muy ramificado y madurez lenta. »
Esta variedad de higuera está cultivada en el NCGR, Davis (National Californian Germplasm Repository - Davis) con el número 'DFIC 58' desde el 1 de febrero de 2001, en que ingresó en el repositorio como un donativo de "Kennedy, Todd, California Rare Fruit Growers" recogido por Edward Seligman (reconocido importador de Maryland) de la "North American Fruit Explorers" (NAFEX))-(Exploradores de Fruta de Norteamérica).

## Características
La higuera 'Aked' es un árbol de tamaño grande, con un porte esparcido, muy ramificado, fértil en la cosecha de higos, hojas mayoritarias de 5 lóbulos con los lóbulos n.º 2,3, y 4 delgados con mucha indentación, el lóbulo n.º 3 central delgado estrecho lanceolado y más delgado que los  lóbulos 2 y 3 los lóbulos 1 y 5 son los máspequeños. Es una variedad unífera de tipo higo común, de producción abundante de higos dulces.
Los higos son de tipo mediano de unos 30 gramos, de forma globosa achatada, con cuello medio cilíndrico; pedúnculo corto y grueso de color verde; su epidermis con color de fondo amarillo claro y sobre color algún punto marrón rojizo, costillas marcadas. La carne (mesocarpio) de grosor mediano, de color blanco; ostiolo de tamaño pequeño, con escamas semi adheridas de color rosado y un ribete rojizo en todo el contorno; cavidad interna ausente con aquenios pequeños y numerosos: pulpa jugosa de color fresa, con un sabor dulce.

## El cultivo de la higuera
Los higos 'Aked' tiende a madurar bien en climas más fríos, cuando otras variedades no; son aptos para la siembra con protección en USDA Hardiness Zones 7 a más cálida, su USDA Hardiness Zones óptima es de la 8 a la 10. Producirá mucha fruta durante la temporada de crecimiento. El fruto de este cultivar es de tamaño mediano, jugoso dulce.